# Caimin Douglas
Caimin Douglas (né le 11 mai 1977 à Rosmalen) est un athlète néerlandais, spécialiste du sprint.

## Biographie
À Sydney, il a représenté les Antilles néerlandaises, patrie de son père.

### Palmarès
| Date | Compétition           | Lieu     | Résultat | Épreuve   | Performance |
| ---- | --------------------- | -------- | -------- | --------- | ----------- |
| 2003 | Championnats du monde | Paris    | 3e       | 4 x 100 m | 38 s 87     |
| 2006 | Championnats d'Europe | Göteborg | 8e       | 4 x 100 m | 39 s 64     |

### Records
Ses meilleures performances sont de :
- 100 m :	10 s 23	0.10	El Paso, TX	04/05/2002
- 200 m :	20 s 48	0.00	Tilburg	08/07/2001